# Паралелни светове
„Паралелни светове“ (на корейски: 더블유) е южнокорейски сериал, който се излъчва от 20 юли до 14 септември 2016 г. по MBC.

## Сюжет
Бащата на гръдния хирург О Йон-джу тайнствено изчезва при изработването на последната глава на своя уебкомикс „W“. След като посещава офиса на баща си, Йон-джу е шокирана от намерената сцена на компютъра му, в която главният герой на комикса Канг Чол умира. Докато чете бележка, оставена от баща си, от екрана се подава ръка и я дръпва в света на „W“, транспортирайки я до върха на сградата, където Канг Чол лежи окървавен. Йон-джу успява да го спаси и научава, че може да се върне в реалния свят, ако чувствата на Канг Чол се променят. Когато това се случи, думата „продължи“ ще се появи на екрана и тя ще бъде телепортирана обратно в дома си.

## Актьори
- И Джонг-сок – Канг Чол
- Хан Хьо-джу – О Йон-джу
- Ким И-сонг – Хан Санг-хун
- Чонг Ю-джин – Юн Со-и
- И Те-хуан – Со До-юн
- Пак Уон-санг – Хан Чол-хо
- Ким И-сонг – О Сонг-му
- И Ши-он – Пак Су Бонг
- Нам Ги-е – Гил Су-сун

## В България
В България сериалът премиерно се излъчва на 17 април 2023 г. по bTV Lady. На 2 януари 2024 г. започва повторно излъчване по Би Ти Ви Стори.